# Naselje Sjever
Naselje Sjever, skraćeno kao samo Sjever, četvrt je u sastavu grada Bjelovara. Prepoznatljiva je što se većinom sastoji od stambenih zgradi moderne izgradnje. 
Unutar Naselja Sjever nalaze se pretežito stambene trokatnice, npr. zgrade na Ulici 105. brigade, Cvijetne ulice i ulice Kamila Kolbe.
Pri planu je izgradnja nove osnovnoškolske ustanove unutar četvrti.

## Povijest
Današnji prostor Sjevera je u nedavnoj prošlosti spadalo pod prostor sela Ivanovčani. Naselje Sjever veći je dio svoje povijesti provelo kao neizgrađene ili kultivirane oranice.
1980-ih godina pripojenjem Ivanovčana naselju Bjelovar, veći dio naselja Sjever ostaje kao neizgrađene oranice u sjevernom dijelu grada.
Godine 1991. izrađen je plan buduće izgradnja i širenje grada kao i u prethodnim razdobljima u smjeru sjevera.

Od 2000. godine pa do danas Naselje Sjever doživljava svoju najveću izgradnju sa zgradama Cvijetne ulice, 105. brigade i ulice Kamila Kolbe te značajna izgradnja obiteljskih jednokatnica. 